# Albarellos (Boborás)
Albarellos (llamada oficialmente San Miguel de Albarellos) es una parroquia española del municipio de Boborás, en la provincia de Orense, Galicia.

## Organización territorial
La parroquia está formada por quince entidades de población, constando doce de ellas en el nomenclátor del Instituto Nacional de Estadística español:

### Entidades de población
Entidades de población que forman parte de la parroquia:
- Abelleira
- A Seara
- Costa (A Costa)
- Distriz
- Eiravedra
- Lamela
- O Igresario (O Igrexario)
- O Paraíso
- Regueiro
- Saa (Sa)
- Salón
- San Andrés (Santo André)
- Sobredo
- Valdesenda

### Despoblado
Despoblado que forma parte de la parroquia:
- Paredes

## Demografía
| Gráfica de evolución demográfica de Albarellos entre 2000 y 2022 |
|                                                                  |
| Datos según el nomenclátor publicado por el INE.                 |